# Talijanščina
Talijanščina (talijansko talian, beneško: [taˈljaŋ], portugalsko: [tɐliˈɐ̃], tudi brazilska beneščina) je narečje beneščine, romanskega jezika iz skupine galoitalskih jezikov, ki ga govori okoli 500 000 ljudi v zveznih državah Brazilije Rio Grande do Sul na območju Serre Gauche, kot tudi v zveznih državah Espirito Santo in Santa Catarina. V nekaterih občinah je talijanski jezik dobil tudi status drugega uradnega jezika. 
Talijanščina je beneško narečje z vplivi drugih narečij iz Benečije in Lombardije, nanjo pa je vplivala tudi lokalna portugalščina.